# Glenea heptagona
Glenea heptagona là một loài bọ cánh cứng trong họ Cerambycidae.